# Sestakovaia hyrcania
Espèce
Sestakovaia hyrcania est une espèce d'araignées aranéomorphes de la famille des Liocranidae.

## Distribution
Cette espèce est endémique de la province du Golestan en Iran. Elle se rencontre vers Shahpasand.

## Description
Le mâle holotype mesure 4,37 mm.

## Étymologie
Son nom d'espèce lui a été donné en référence au lieu de sa découverte, l'Hyrcanie.

## Publication originale
- Zamani & Marusik, 2021 : « A new genus and ten new species of spiders (Arachnida, Araneae) from Iran. » ZooKeys, no 1054, p. 95-126 (texte intégral).